# Hedvig Delbo
Hedvig Delbo (13. september 1908, Norge – 9. marts 1944, Vesterbro) var en stikker under besættelsen. Hun blev likvideret af Gunnar Dyrberg.
Under besættelsen lod Hedvig Delbo, som om hun samarbejdede med modstandsbevægelsen. Hun var kæreste med stikkeren Max Andreas Pelving. 
Efter at have overnattet hos Hedvig Delbo i ejendommen Faksegade 3 på Østerbro blev Jens Lillelund (Finn) og Svend Otto Nielsen (John) angrebet på gaden af Gestapo. Jens Lillelund undslap, men 'John' blev hårdt såret og pågrebet og udsat for voldsom tortur. Han blev senere henrettet i Ryvangen. Det viste sig senere, at det var Hedvig Delbo, der havde angivet dem til Gestapo.
Hedvig Delbo flyttede for en tid til Norge, men kom senere tilbage til Danmark og flyttede ind i Sankelmarksgade 30 på Vesterbro som syerske under navnet fru Dam. Hun blev imidlertid genkendt og likvideret.